# Attila Horváth
Attila Horváth (Kőszeg, 28 de julho de 1967 – Szombathely, 13 de novembro de 2020) foi um atleta húngaro, especialista em lançamento do disco. O seu maior feito desportivo foi a medalha de bronze alcançada em 1991 nos Campeonatos Mundiais de Tóquio, com a marca de 65,32 m, se posicionou atrás do alemão Lars Riedel e do holandês Erik de Bruin.
Participou em duas edições dos Jogos Olímpicos, tendo-se classificado em 5º lugar nos Jogos de Barcelona em 1992 e em 10º lugar nos Jogos de Atlanta em 1996. Para além do referido 3º lugar nos Campeonatos Mundiais de Tóquio em 1991, foi 4º classificado nos Campeonatos de Gotemburgo em 1995. Foi ainda finalista nos Campeonato da Europa de Atletismo: 8º lugar em Split 1990 e 5º lugar em Helsínquia 1994.
Foi por nove vezes campeão da Hungria, em 1987 e de 1990 a 1997. O seu máximo pessoal de 68,58 m foi obtido em Budapeste no dia 24 de junho de 1994.
Horváth morreu em 13 de novembro de  2020, de complicações da COVID-19, aos 53 anos.